# Enoplotrupes sinensis
Enoplotrupes sinensis is een keversoort uit de familie mesttorren (Geotrupidae). De wetenschappelijke naam van de soort werd in 1869 gepubliceerd door Pierre Hippolyte Lucas.